# Jennifer Connelly
Jennifer Lynn Connelly (født 12. december 1970 i Catskill Mountains, New York, men opvokset i Brooklyn Heights, Brooklyn, New York USA) er en amerikansk skuespiller og tidligere børnefotomodel.
For sin rolle som "Alicia Nash" i filmen Et Smukt Sind (A Beautiful Mind) fra 2001, vandt hun en Oscar for bedste kvindelige birolle. Under optagelserne på filmen mødte hun også sin mand, den engelske skuespiller Paul Bettany.
Jennifer er i dag ansigt for firmaet Balenciaga. Connelly har sig bemærket i film som bl.a. Hulk (2003), Dark Water (2005), Blood Diamond (2006), The Day the Earth Stood Still (2008), Han er bare ikke vild med dig (2009), Creation (2009), Noah (2014), Alita: Battle Angel (2019) og Top Gun: Maverick (2022).

## Privat
Connelly har to sønner, den ene, Kai, som hun fik med fotografen David Dougan og den anden, Stellan, som er opkaldt efter den svenske skuespiller Stellan Skarsgård, der desuden er en af hendes mands næreste venner.

## Filmografi
| År   | Film                                    | Rolle                             | Andre bemærkninger                                                             |
| ---- | --------------------------------------- | --------------------------------- | ------------------------------------------------------------------------------ |
| 1984 | Once Upon a Time in America             | Ung Deborah Gelly                 |                                                                                |
| 1985 | Dario Argento's World of Horror         |                                   | (dokumentar)                                                                   |
| 1985 | Phenomena                               | Jennifer Corvino                  |                                                                                |
| 1985 | Seven Minutes in Heaven                 | Natalie Becker                    |                                                                                |
| 1986 | Labyrinth                               | Sarah Williams                    |                                                                                |
| 1988 | Ballet                                  | Claire Hamilton / Natalie Horvath |                                                                                |
| 1988 | Some Girls                              | Gabriella d'Arc                   |                                                                                |
| 1990 | The Hot Spot                            | Gloria Harper                     |                                                                                |
| 1991 | Career Opportunities                    | Josie McClellan                   |                                                                                |
| 1991 | Gerbnacious G and the Gerbil of Destiny | Xena                              | stemme                                                                         |
| 1991 | The Rocketeer                           | Jenny Blake                       |                                                                                |
| 1994 | Of Love and Shadows                     | Irene                             |                                                                                |
| 1995 | Higher Learning                         | Taryn                             |                                                                                |
| 1996 | Mulholland Falls                        | Allison Pond                      |                                                                                |
| 1996 | Far Harbor                              | Ellie                             |                                                                                |
| 1997 | Inventing the Abbotts                   | Eleanor Abbott                    |                                                                                |
| 1997 | Link Goes to Boston                     | Ms. Mandles                       |                                                                                |
| 1998 | Dark City                               | Emma Murdoch / Anna               |                                                                                |
| 2000 | Waking the Dead                         | Sarah Williams                    |                                                                                |
| 2000 | Requiem for a Dream                     | Marion Silver                     |                                                                                |
| 2000 | Pollock                                 | Ruth Kligman                      |                                                                                |
| 2001 | A Beautiful Mind                        | Alicia Nash                       | Academy Award for Best Actress in a Supporting Role; BAFTA Award; Golden Globe |
| 2003 | Hulk                                    | Betty Ross                        |                                                                                |
| 2003 | House of Sand and Fog                   | Kathy Nicolo                      |                                                                                |
| 2005 | Dark Water                              | Dahlia Williams                   |                                                                                |
| 2006 | Little Children                         | Kathy Adamson                     |                                                                                |
| 2006 | Blood Diamond                           | Maddy Bowen                       |                                                                                |
| 2007 | Reservation Road                        | Grace Learner                     |                                                                                |
| 2008 | Han er bare ikke vild med dig           | Janine                            |                                                                                |
| 2008 | 9                                       | 7 (kun som stemme)                |                                                                                |
| 2008 | The Day the Earth Stood Still           | Helen Benson                      |                                                                                |
| 2019 | Alita: Battle Angel                     |                                   |                                                                                |